# Jack Colback
Jack Colback, né le 24 octobre 1989 à Newcastle upon Tyne (Angleterre), est un footballeur anglais qui évolue au poste de milieu de terrain à Queens Park Rangers.

## Biographie
Jack Colback, en fin de contrat à Sunderland, rejoint Newcastle United pour cinq ans en 2014. Passé par les équipes de jeunes de l'Angleterre, il est le premier joueur signé par Alan Pardew en dix-huit mois.
Le 20 juillet 2018, Colback est prêté pour une saison avec option d'achat à Nottingham Forest.
Le 11 août 2020, il rejoint Nottingham Forest.

## Palmarès

### En club
- Sunderland AFC
  - Finaliste de la Coupe de la Ligue anglaise en 2014.
- Newcastle United
  - Champion d'Angleterre de D2 en 2017.